# Hiroaki Hirata
Hiroaki Hirata (平田 広明, Hirata Hiroaki, nascido em 7 de Agosto de 1963) é um dublador japonês de Tokyo. Possui 1,75m de altura e é membro de Gekidan Subaru.
Bastante conhecido pelos papéis de Sanji (One Piece), Sha Gojyo (Saiyuki), e como sendo o narrador de  Digimon Adventure. È também o dublador oficial japonês de Johnny Depp.

## Personagens

### Animes
- Ashita no Nadja (Karuro)
- Ayakashi (Iemon Tamiya)
- Air Gear (Aeon Clock)
- Black Lagoon (Benny)
- CANAAN (Santana)
- Claymore (mangá) (Rubel/Louvre)
- DearS (Xaki)
- Digimon Adventure (Narrador, Leomon, Hiroaki Ishida(pai de Matt Ishida))
- Digimon Adventure 02 (Narrador, Takeru (adulto), Hiroaki Ishida)
- Digimon Tamers (Leomon)
- Elfen Lied (Professor Kakuzawa Yu)
- Fighting Spirit (anime) (Okita Keigo)
- Gaiking (John)
- Ghost in the Shell: S.A.C. 2nd GIG (Gino)
- Great Teacher Onizuka (Gibayashi)
- Hanbun no Tsuki ga Noboru Sora (Goro Natume)
- InuYasha (Suikotsu)
- Kaidan Restaurant (Ghastly Garçon(Waiter))
- Kekkaishi (Kaguro)
- Músculo Total ( Ninja)
- Kyo Kara Maoh! (Geigen "Hube" Huber)
- L/R: Licensed by Royalty (Jack Hofner)
- Marvel Anime: Iron Man (Ho Yinsen)
- Naruto (Genma Shiranui)
- One Piece (Sanji,Carue, Inuppe)
- Ojamajo Doremi'' (pai de Yada, Kenzo Asuka, etc.)
- Petite Princess Yucie (Frederick)
- Saiyuki (Sha Gojyo)
- Senkou no Night Raid (Takachiho Isao)

- Sword Art Online (Klein)

- Tiger & Bunny (Kotetsu T. Kaburagi ou Wild Tiger)

- Transformers: Cybertron (Live Convoy, Gasket, pai de Lori)
- Xenosaga: The Animation (Allen Ridgely)
- Zaion: I Wish You Were Here (Chanpia)

### OVA
- Saiyuki (manga) (Sha Gojyo)
- Hellsing (OVA) (Pip Bernadotte)
- Digimon Adventure
- Ghost in the Shell 2: Innocence (Koga)
- One Piece  (Sanji)
- WXIII: Patlabor the Movie 3 (Shinichiro Hata)

### Video games
- Ace Combat 5: The Unsung War (Albert Genette)
- Dissidia 012 Final Fantasy (Laguna Loire)
- God Eater (Rindou)
- Final Fantasy XII (Balthier)
- Kingdom Hearts II (Captain Jack Sparrow)
- Namco x Capcom (Bruce McGivern)
- One Piece (Sanji)
- Sonic and the Black Knight (Caliburn/Excalibur)
- Xenosaga (Allen Ridgely)
- Tales of Innocence (Ricardo Soldato, Hypnos)

### Produções estrangeiras
- Matt Damon
  - Jay and Silent Bob Strike Back (Ele mesmo)
  - The Bourne Identity (Jason Bourne)
  - The Bourne Supremacy (Jason Bourne)
  - Saving Private Ryan (James Francis Ryan)

- Johnny Depp
  - Donnie Brasco (Joseph D. 'Joe' Pistone)
  - Secret Window (Mort Rainey)
  - Finding Neverland (James Matthew Barrie)
  - Pirates of the Caribbean (Jack Sparrow)
  - Once Upon a Time in Mexico (Sands)
  - Chocolat (Roux)
  - Ed Wood (Ed Wood)
  - Sleepy Hollow (Ichabod Crane)
  - From Hell (Inspector Frederick Abberline)
  - The Man Who Cried (Cesar)
  - The Ninth Gate (Dean Corso)
  - Before Night Falls (Lieutenant Victor)
  - Alice in Wonderland (Mad Hatter)

- Noah Wyle
  - Plantão Médico (série) (Dr. John Carter)
  - Enough (Robbie)
  - The Librarian: Quest for the Spear (Flynn Carsen)
  - The Librarian: Return to King Solomon's Mines (Flynn Carsen)

- Ewan McGregor
  - A Ilha
  - Trainspotting
  - Moulin Rouge!

- Matt LeBlanc
  - Joey (Joey Tribbiani)
  - Friends (Joey Tribbiani)

- Konstantin Khabensky
  - Guardiões da Noite (Anton Gorodetsky)
  - Day Watch (Anton Gorodetsky)

- Outros
  - The Batman O Charada
  - Big Fish (Will (Billy Crudup))
  - Black Hawk Down (Matt Eversmann (Josh Hartnett))
  - Brother Bear (Denahi)
  -  O Pentelho (Steven (Matthew Broderick))
  - CSI: NY (Danny Messer (Carmine Giovinazzo))
  - Bram Stoker's Dracula (Johnathan Harker (Keanu Reeves))
  - Encino Man (Matt (Michael DeLuise))
  - Fight Club (Narrator (Edward Norton))
  - Garfield (Sir Roland (Alan Cumming))
  - The Pink Panther (Mack)
  - Saw (Adam (Leigh Whannell))
  - Spyro x Sparx: Tondemo Tours (Hunter the Cheetah)
  - Star Trek: Enterprise (Michael Rostov (Joseph Will))
  - Thomas and the Magic Railroad (Mr. C. Junior (Michael E. Rodgers))
  - Titan A.E. (Cale Tucker)
  - X-Men Origins: Wolverine (Gambit (Taylor Kitsch))